# Station Leuven-Vorming
Station Leuven-Vorming is een vormingsstation langs de spoorlijnen 35, 36, 36N, 53 en 139 in de stad Leuven. Het ligt iets ten noorden van het station Leuven. Daar ligt ook de bundel Q (FLVQ). Ten zuiden van het station van Leuven ligt de kleinere bundel P (FLVP).
Heverlee ·
Leuven ·
Leuven-Vorming ·
Putkapel ·
Wakkerzeelsesteenweg ·
Wijgmaal